# Molophilus vernalis
Molophilus vernalis är en tvåvingeart som beskrevs av Jacques Brunhes och Geiger 1992. Molophilus vernalis ingår i släktet Molophilus och familjen småharkrankar. Inga underarter finns listade i Catalogue of Life.